# Paratriodonta kocheri
Paratriodonta kocheri är en skalbaggsart som beskrevs av Baraud 1961. Paratriodonta kocheri ingår i släktet Paratriodonta och familjen Melolonthidae. Inga underarter finns listade i Catalogue of Life.